# 多摩川台公園
多摩川台公園（たまがわだいこうえん）は、東京都大田区田園調布一丁目に位置する大田区立公園である。

## 概説
多摩川に沿って北西から南東に向かって舌状に広がる台地上に約600mにわたって面積66,661 m2で展開している。
公園のある台地は武蔵野台地の南端部にあたり、国分寺崖線に位置するために多摩川との高低差は大きい。また、2基の大前方後円墳と8基の古墳があって、すぐ近くで眺められるのも本公園の特色のひとつである。 またさらに、桜の木が多く、春には桜の名所として知られている。
ここは1953年に東京都立多摩川台公園として整備され、1975年に区に移管されて大田区立多摩川台公園となって現在に至っている。

## 施設

### あじさい園
アジサイの咲く6月ころは、7種類3000株のアジサイの花が咲きそろって目を楽しませる。

### 四季の野草園・水生植物園（元調布浄水場跡地）

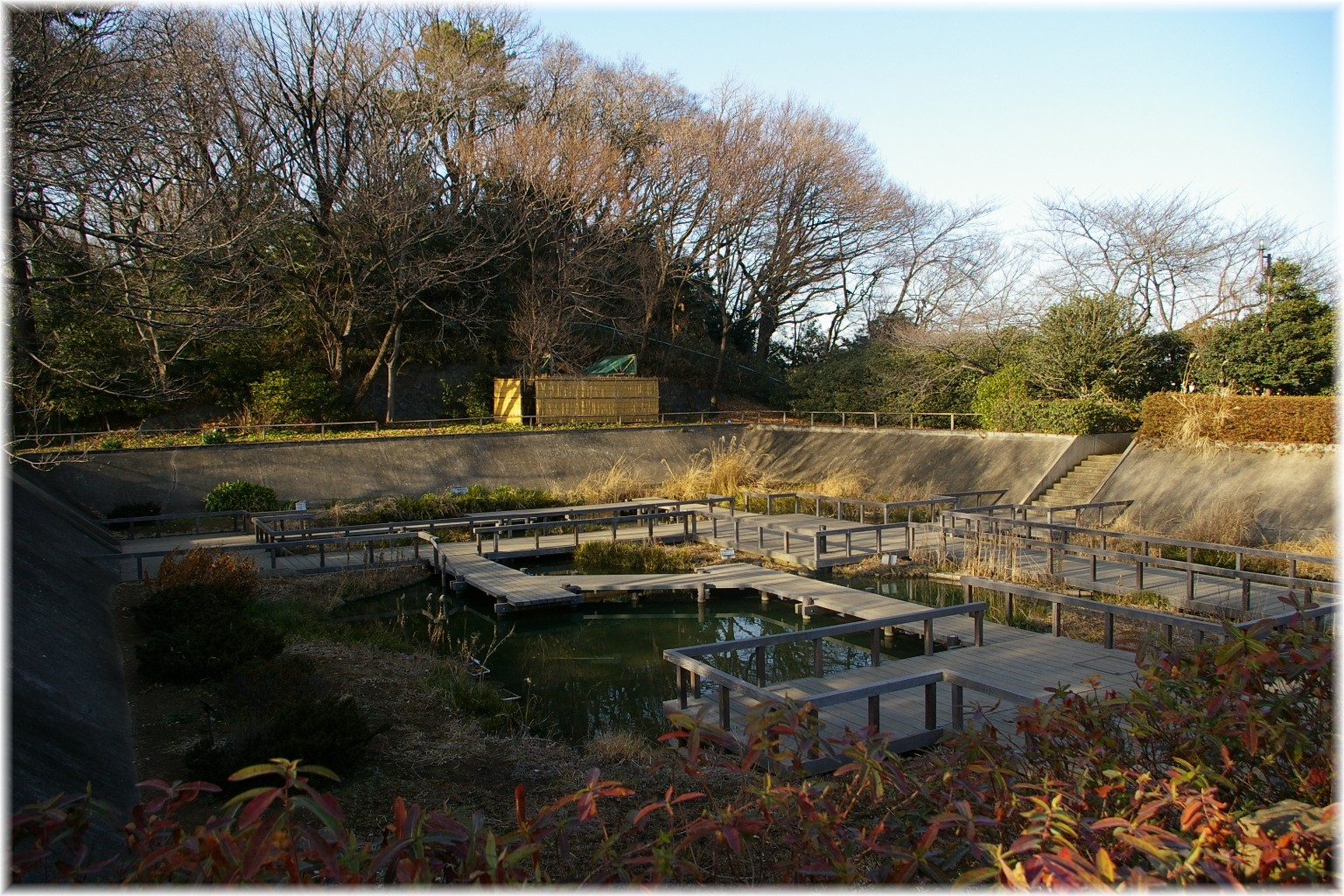
水生植物園

公園の水生植物園・野草園がある場所は、かつて調布浄水場があった場所である。大正時代から昭和時代まで多摩川から取水して東京に上水を供給していた。跡地は浄水場であったことを残すため、濾過池・沈殿池をなるべくそのままの形で水生植物園・植物園に転用し、地下貯水場は水生植物園への貯水に利用している。

### 展望広場
亀甲山古墳の西側にある広場で、一角に四阿があって展望台があり、多摩川の眺望がよい。 桜の名所で､花見時は食べ物の屋台も出て、広場は場所取りのシートで埋まる。

### 運動広場
多摩川台古墳群の列の東側にある広場で､一隅に公園管理事務所と古墳展示室がある。

### 古墳展示室
公園管理事務所には、「古墳展示室」が併設されている。そこには荏原台古墳群の古墳分布を示すパノラマ地図があり、操作台の古墳名の横のボタンを押すとその古墳の位置が赤灯で示される。そして公園内の古墳からの出土品を展示し、古墳を実物大で再現した構築物もあり、色々な解説表示が並んでいる。 入場無料、月曜休館。

### 自由広場
公園の西北部、宝莱山古墳の手前にある。 一隅にジャングルジム、滑り台、立ちブランコ、砂場などの小児用遊具の並んだコーナーがある。

### 山野草のみち
丸子川から宝莱山古墳へ上る園路とその古墳上への延長の路沿いにはシュンラン、ホタルブクロなどの山野草が植えられている。

## 眺望
多摩川台公園は多摩川との高低差が大きいが、多くの地点では前の斜面の立木に妨げられて多摩川も木の間にしか見えない。 もっともよい展望地点は1・2号墳西側にある「多摩川八景」の案内板の前で、ベンチも置かれてある。 そこでは前の斜面の立木が切り払われ、多摩川八景の一つである多摩川のS形に大きく蛇行する水路がよく見渡せる。
冬期には晴れていれば正面に富士山がよく見え、その手前に左は大山から塔ノ岳、蛭ヶ岳へとのびる丹沢山地が右の山裾まで見渡せる。 その右には一度落ちた稜線の先に再び滝子山が立ち上がり、稜線が大菩薩連嶺に連なる。 そして条件の良いときは大山の左に箱根の山々が遠く見え、さらに条件が絶好のときは滝子山のすぐ左に南アルプスの間ノ岳から農鳥岳にわたる白い稜線を見ることが出来る。

## 多摩川台公園の古墳群

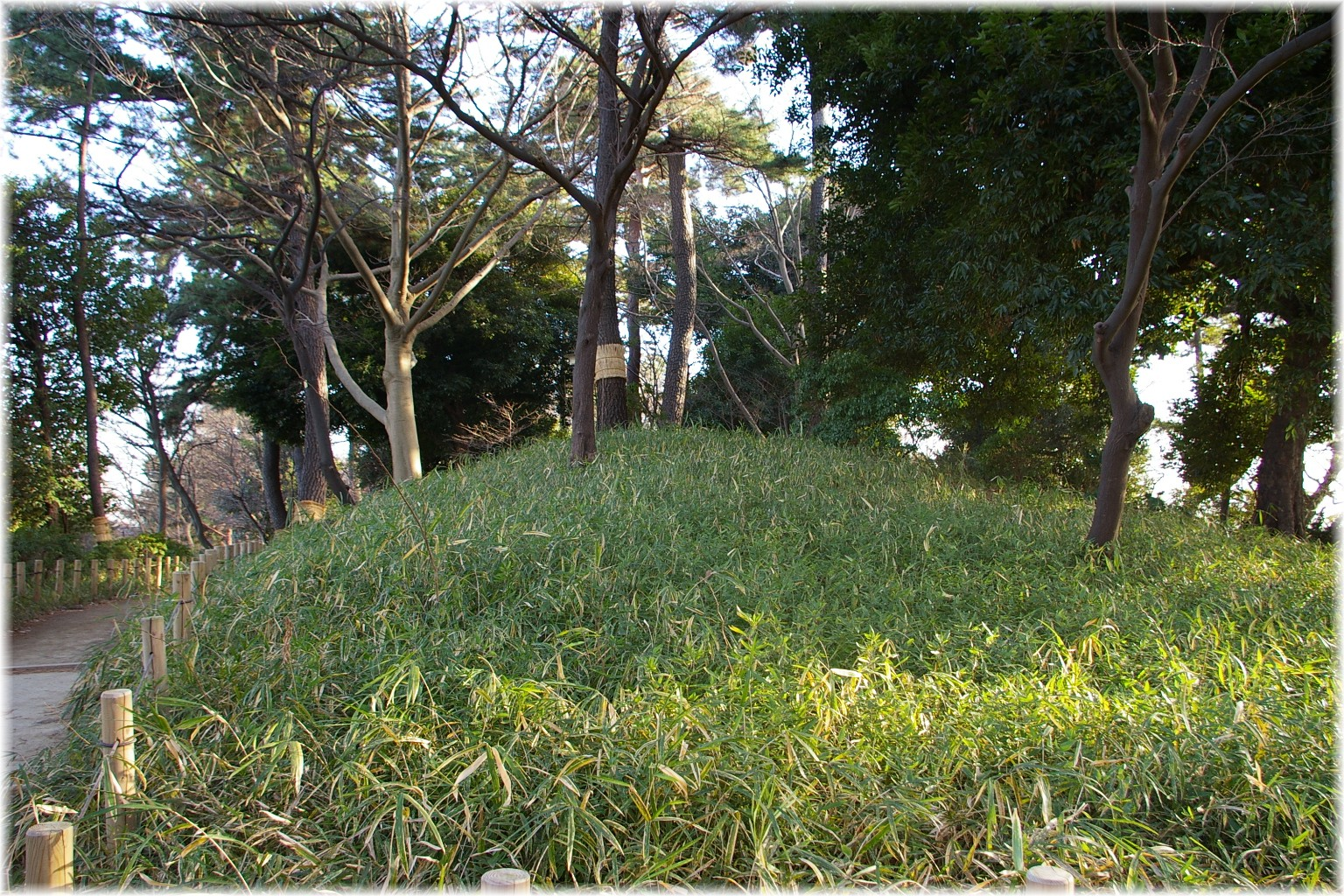
前方後円墳（宝莱山古墳）の前方部

多摩川台公園には亀甲山古墳と宝萊山古墳の2つの大型前方後円墳と、8基からなる多摩川台古墳群との10基の古墳が並んでいて、公園を散策すると間近に見ることが出来る。これらは田園調布古墳群と呼ばれるものの一部で、これはさらに野毛古墳群と一緒になって荏原台古墳群を形成する。 亀甲山古墳は周囲に柵があって中に入れないが、宝莱山古墳はくびれ部を歩道が横断し､上がって眺めて反対側に下りることができる。また、多摩川台古墳群は上を木立が覆い、両側に歩道が通って3カ所の横断歩道もあって、横をゆっくり散策が出来る。

## 点描

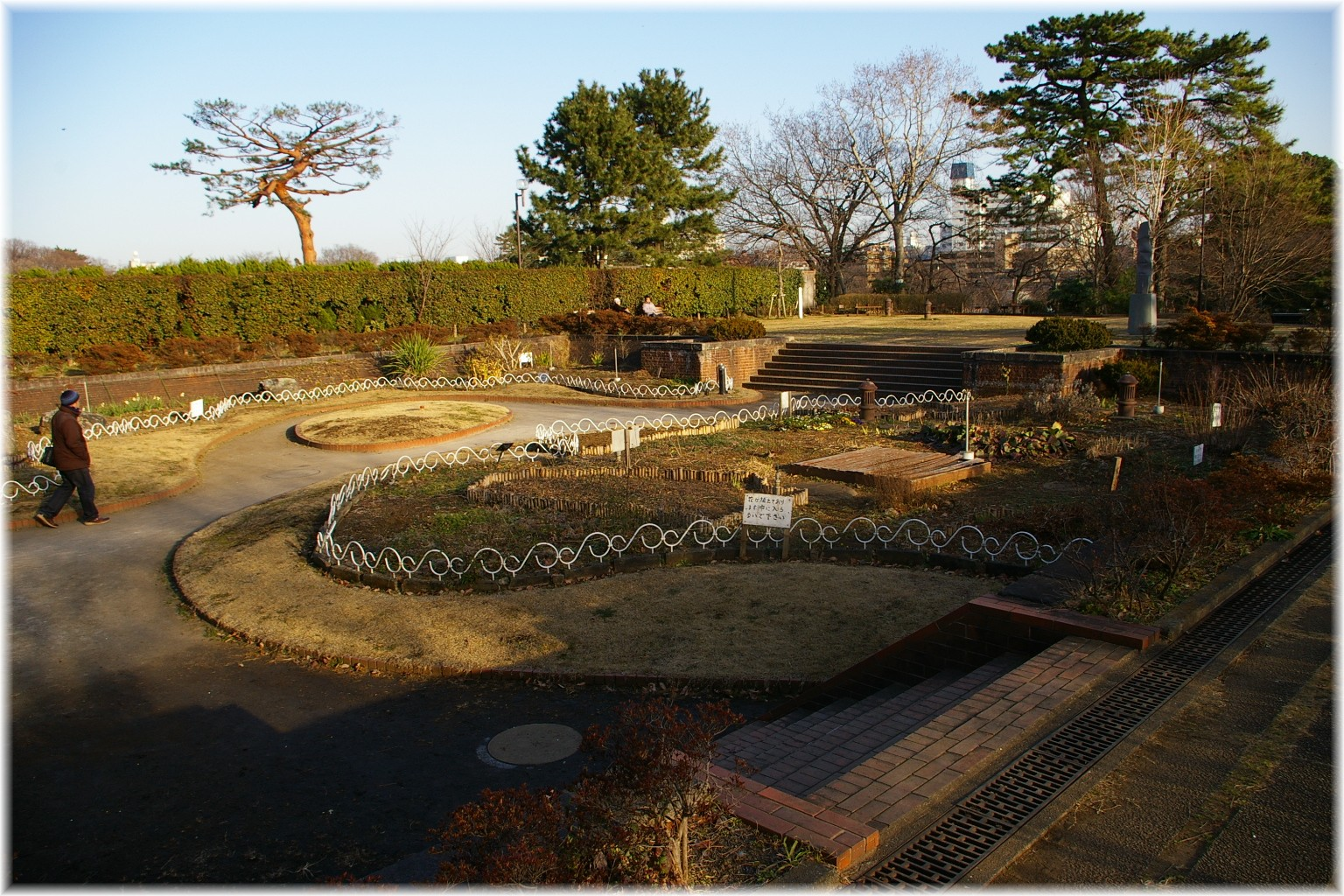
あじさい園
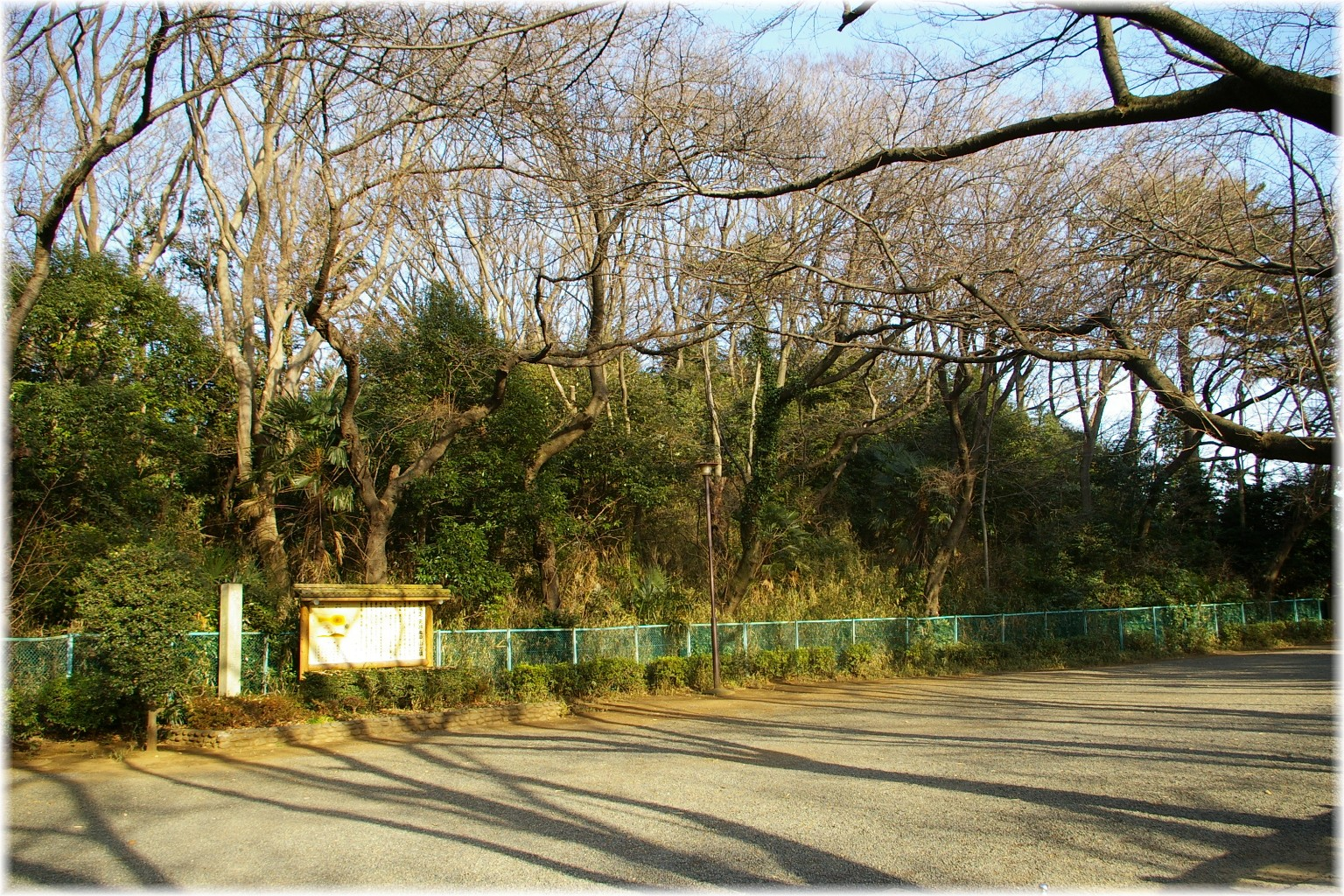
亀甲山古墳
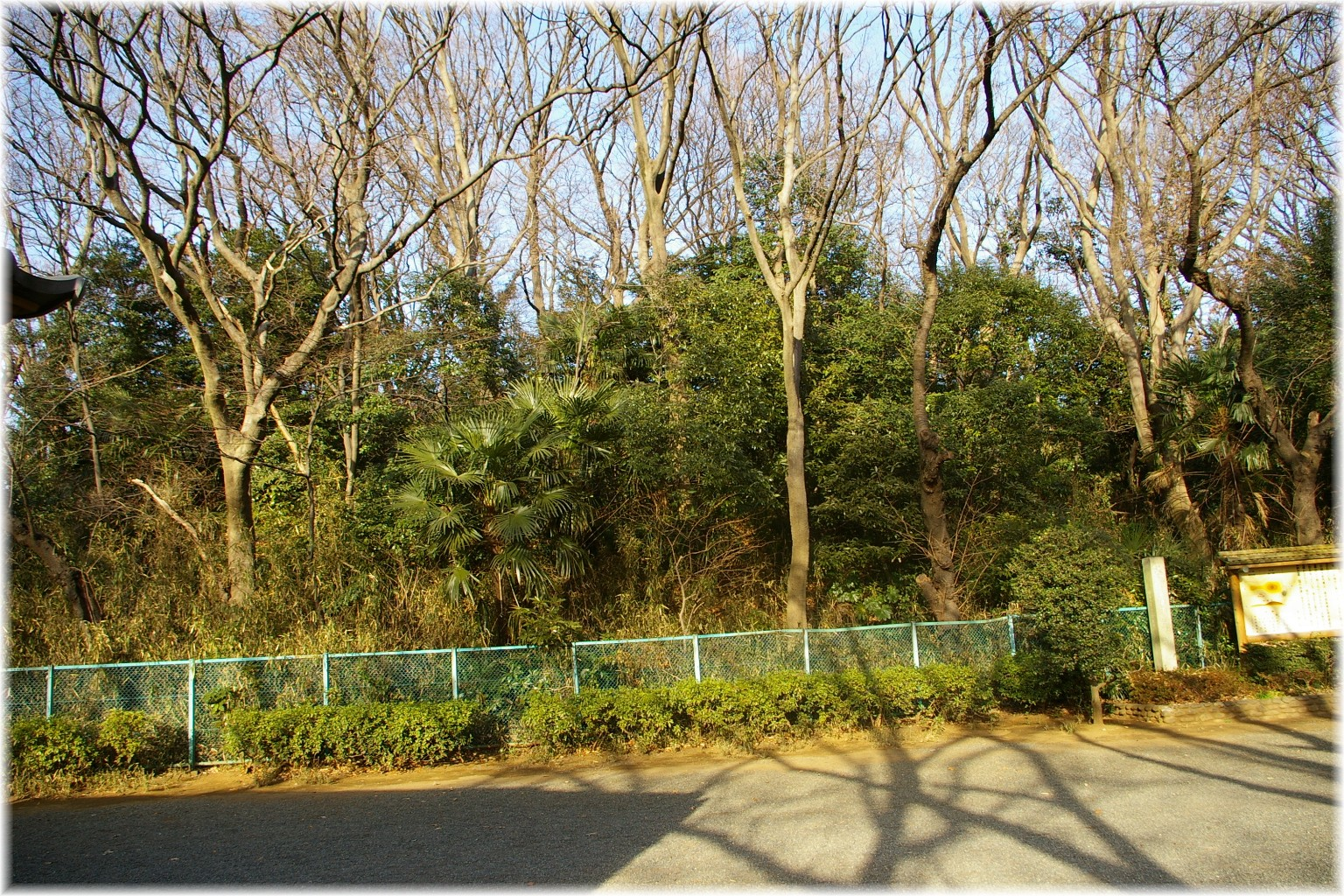
亀甲山古墳
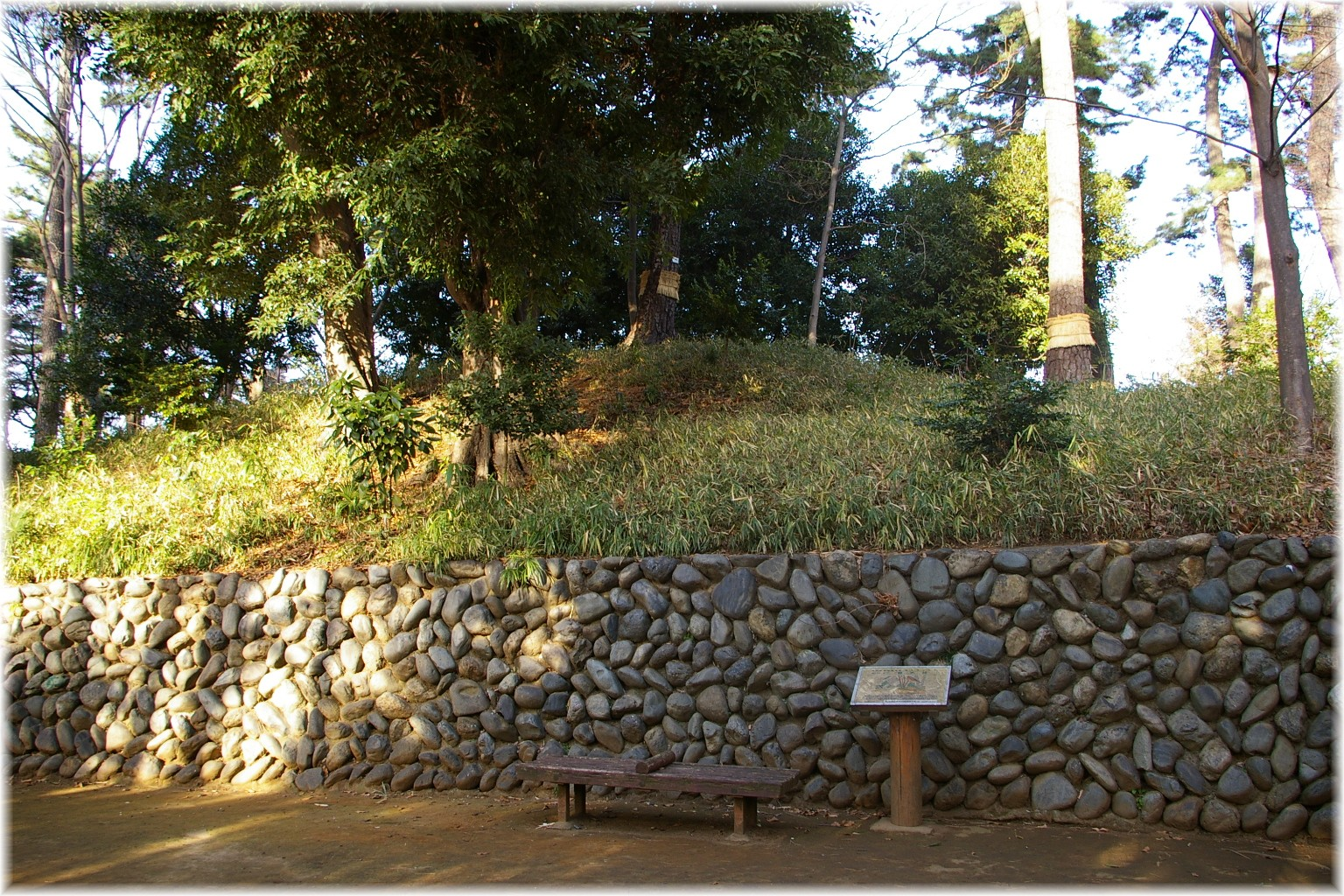
古墳
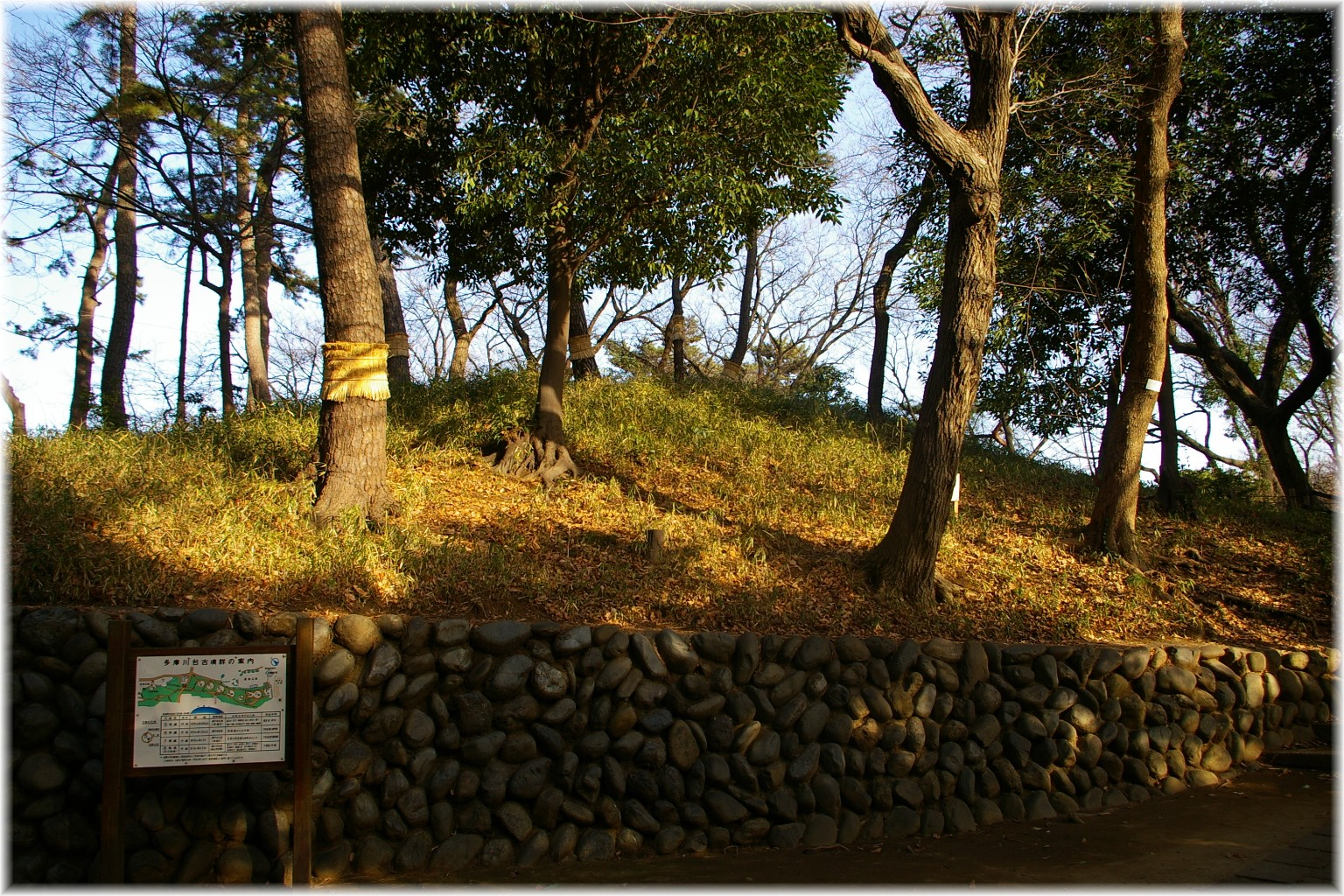
古墳
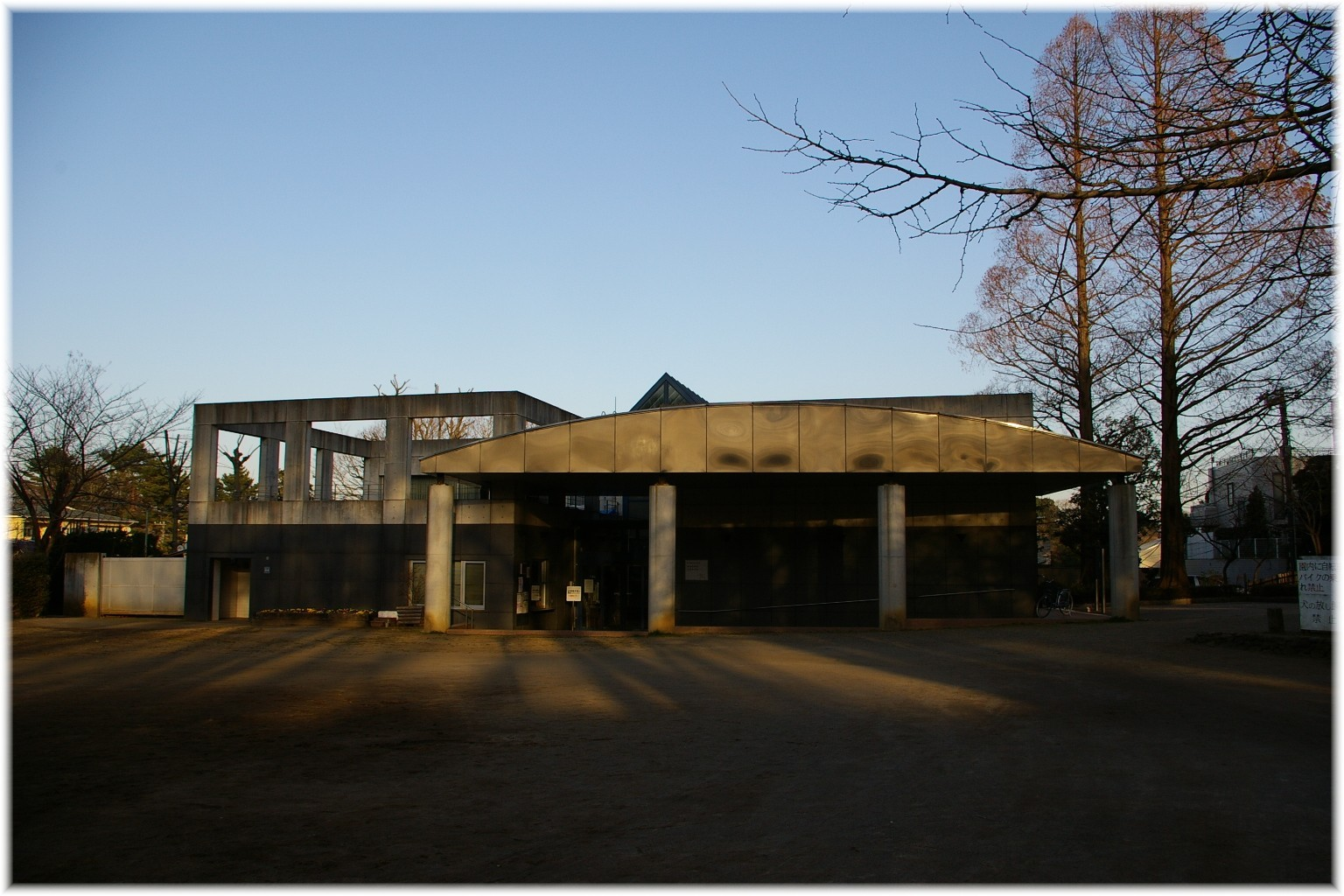
古墳展示室
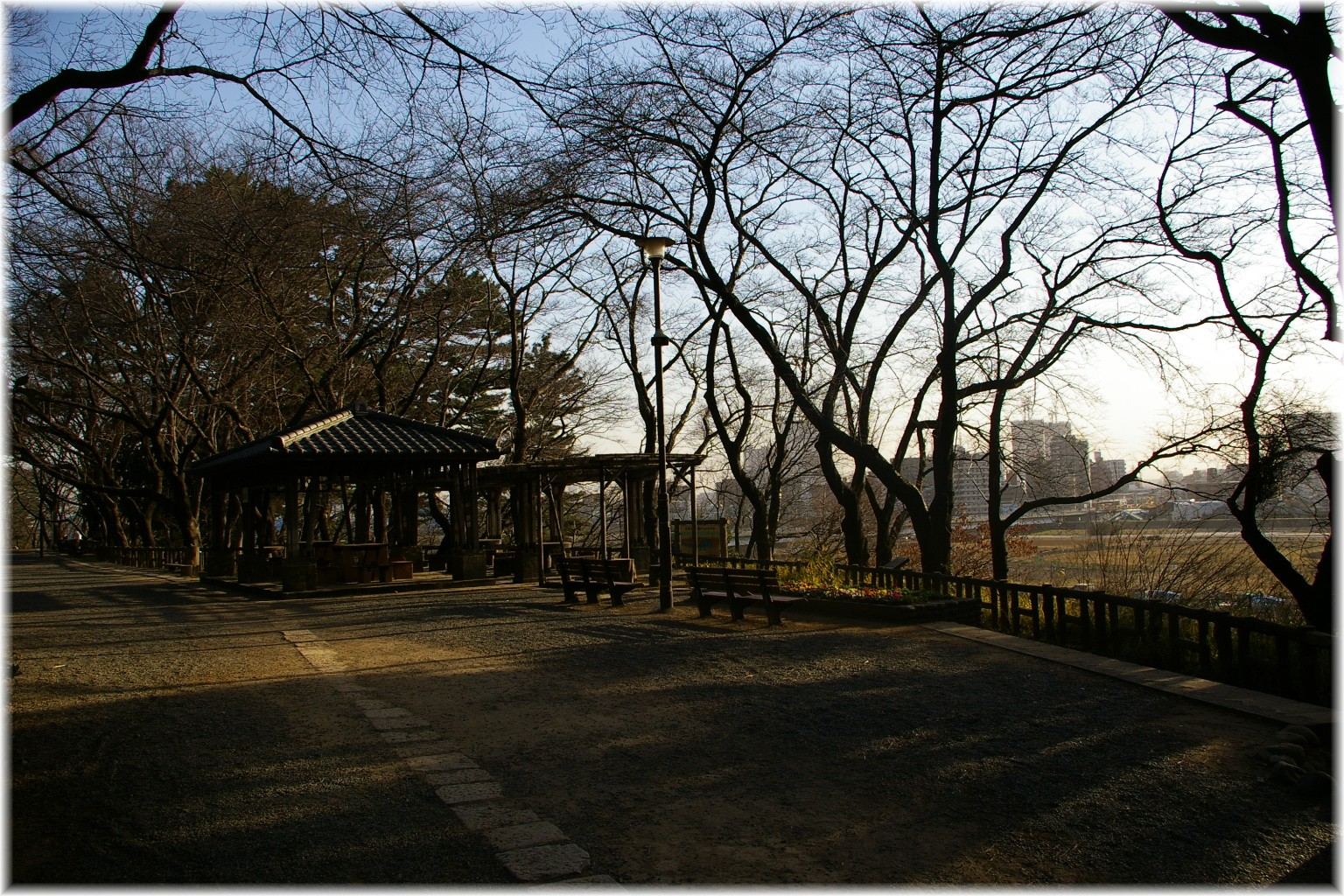
広場
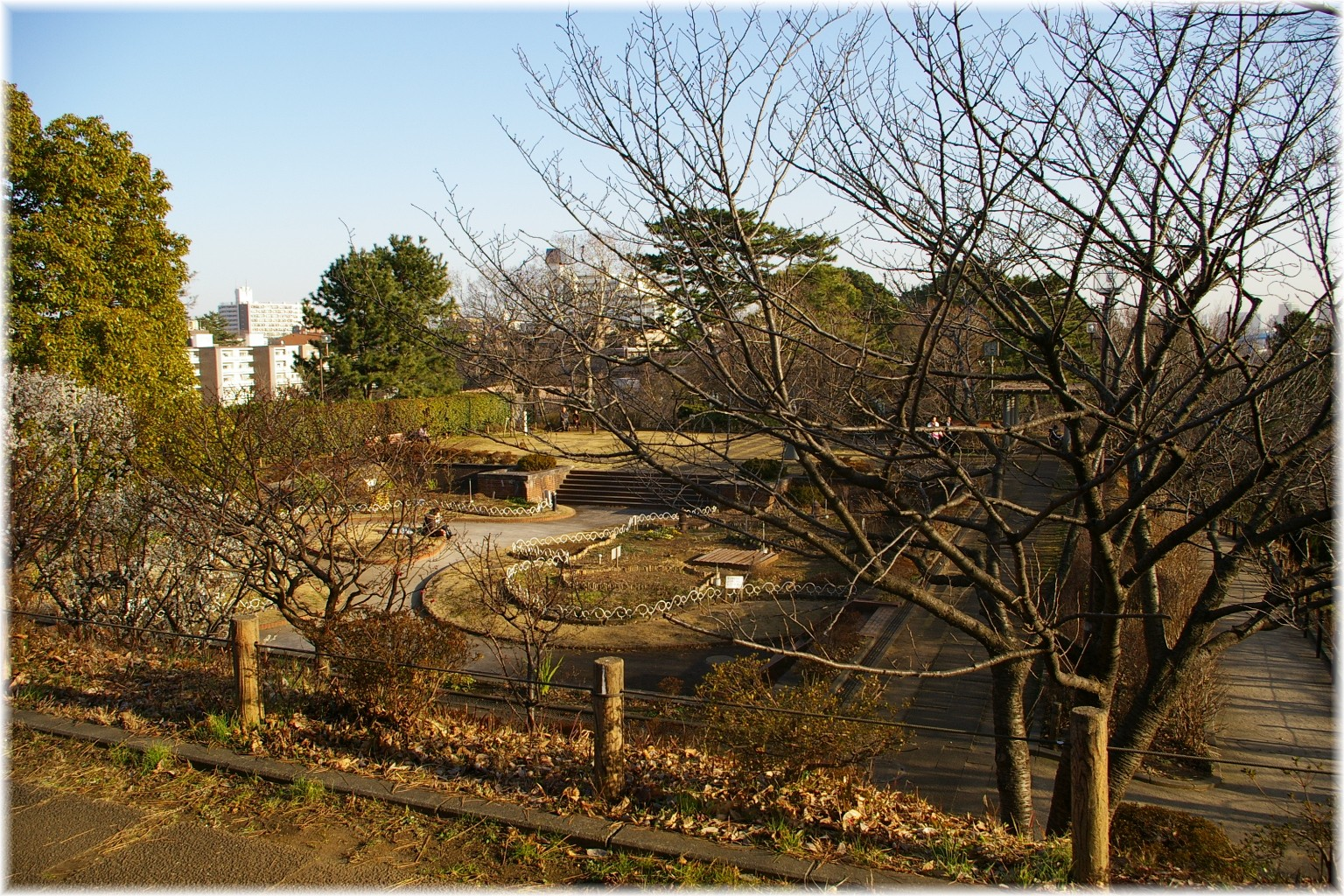
四季の野草園
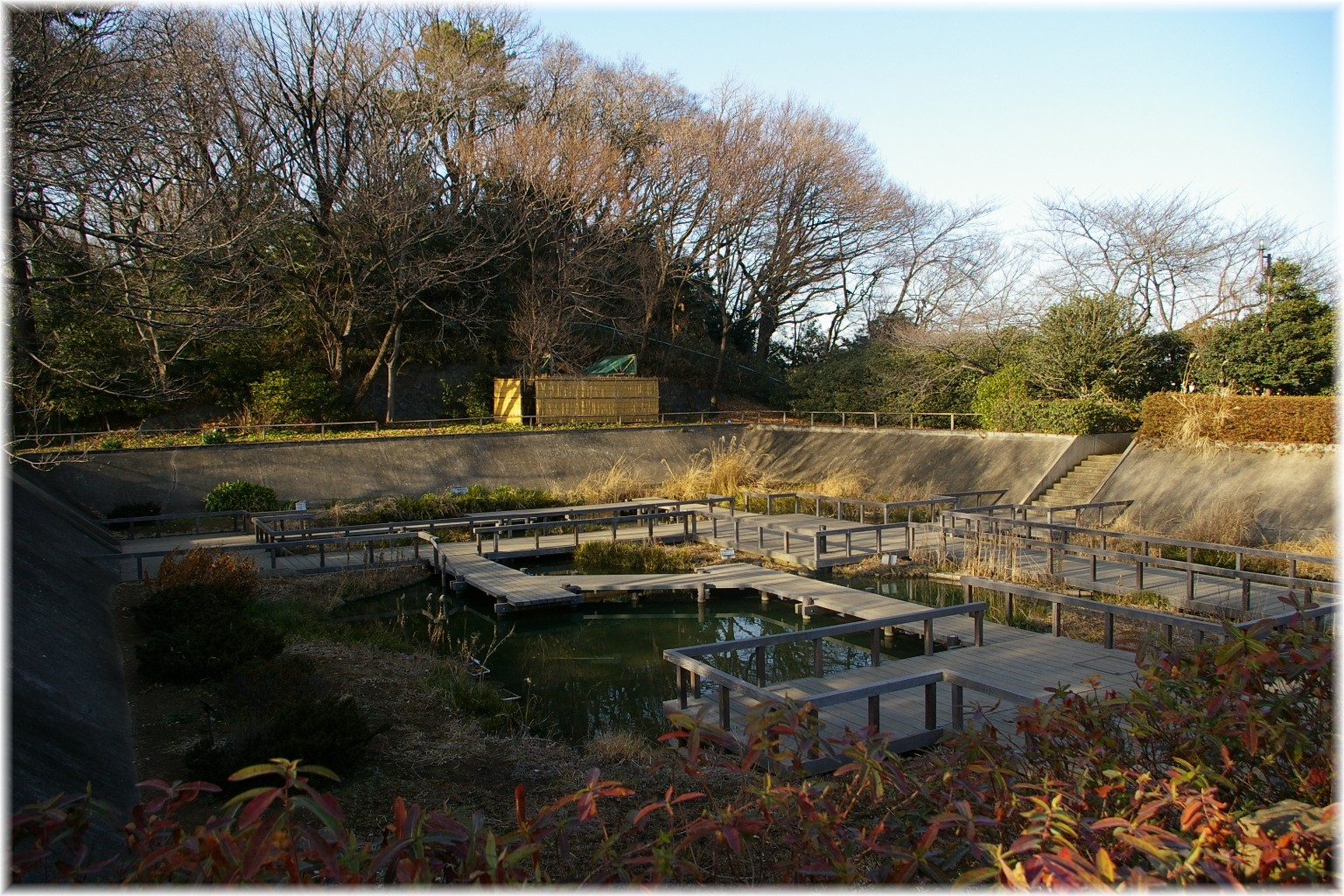
水生植物園
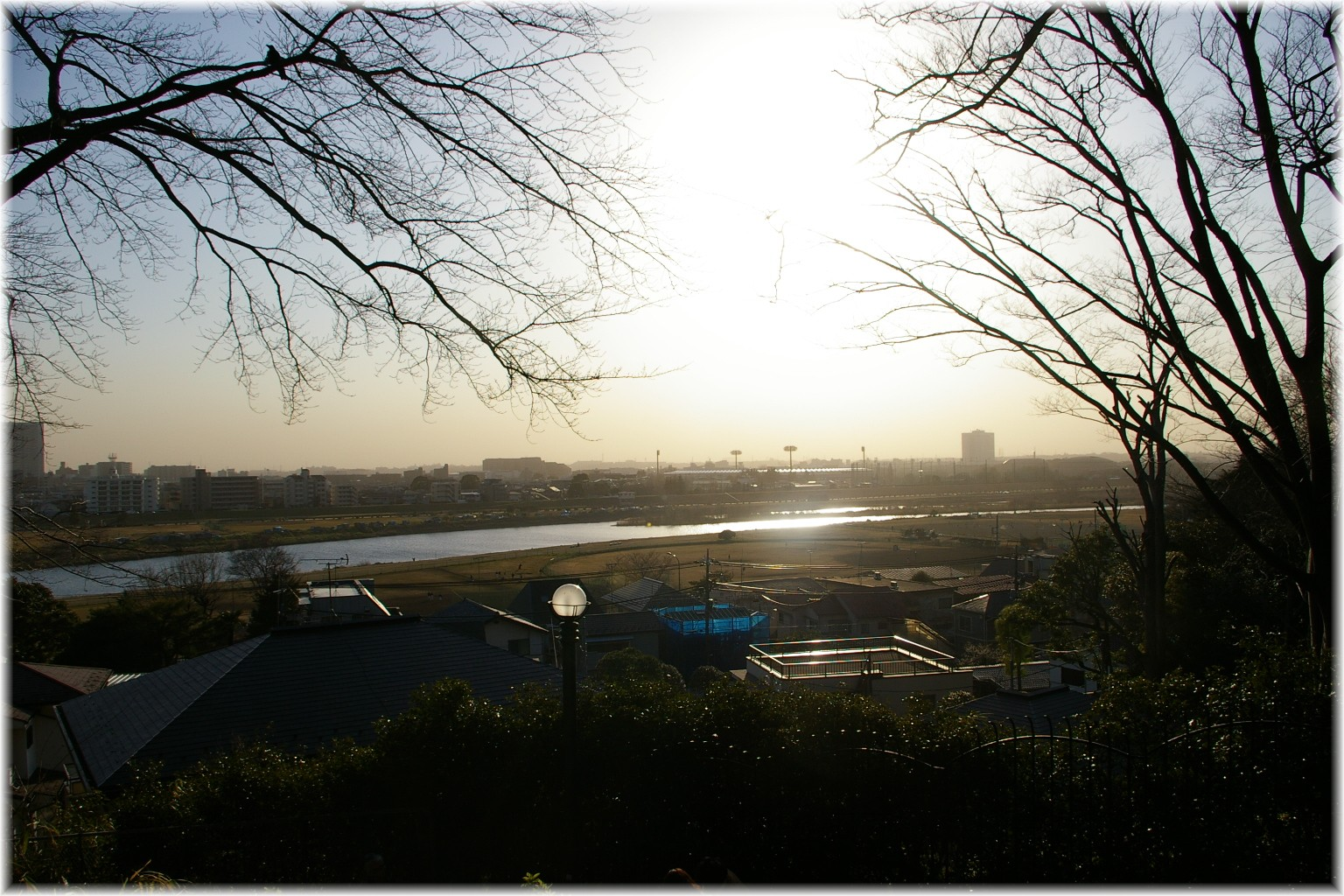
多摩川遠望
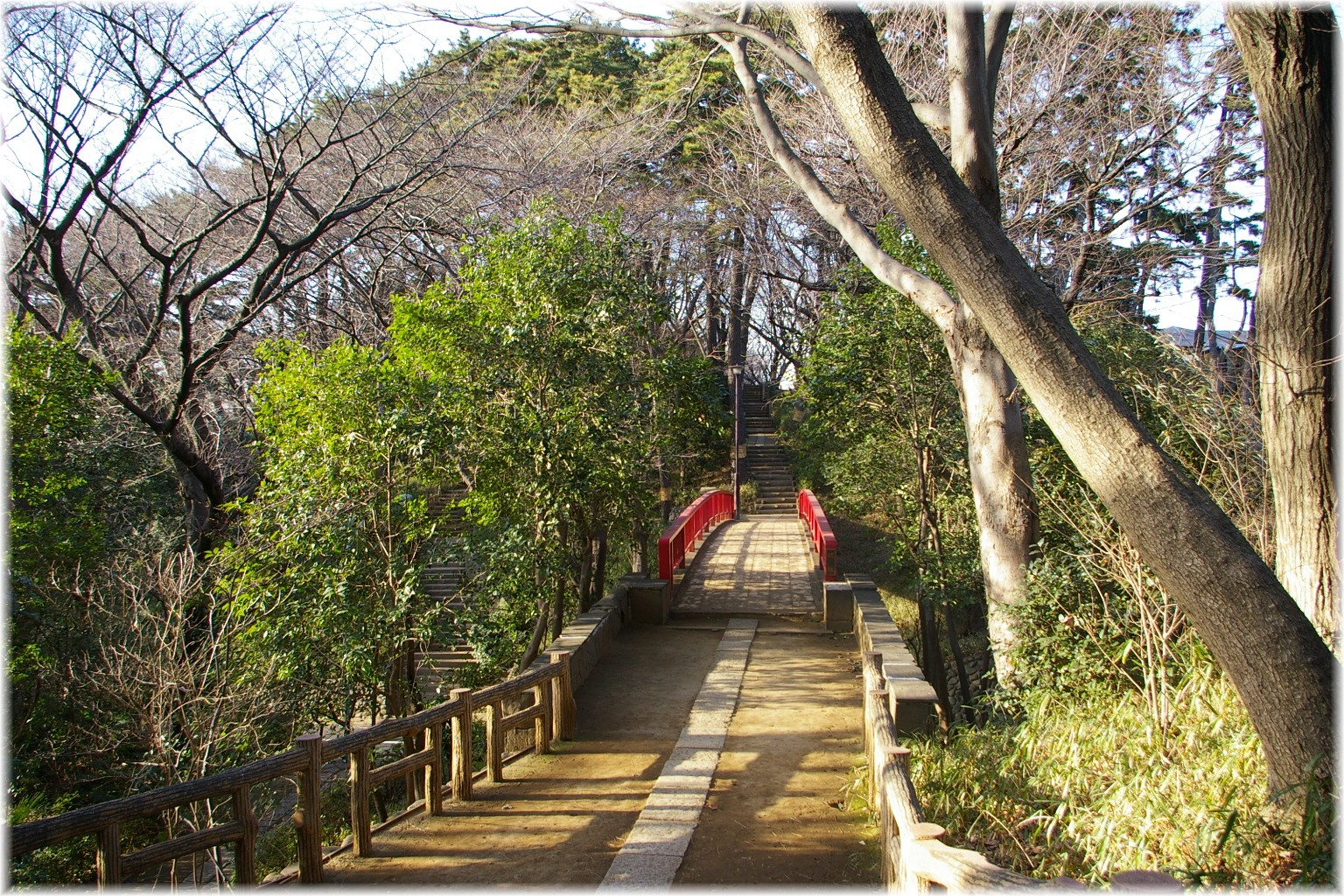
虹橋

## アクセス
東急電鉄東横線・目黒線・東急多摩川線多摩川駅より徒歩5分。

## 周辺
- 多摩川浅間神社 - 東横線を挟んだ向かい側。こちらにも古墳がある。
- 巨人軍多摩川グラウンド - 公園の隣、多摩川河川敷にある。
- 調布取水堰 - 調布浄水場への水を取水していた。